# Stenocorus insitivus
Stenocorus insitivus là một loài bọ cánh cứng trong họ Cerambycidae.